# Wortelend breeksteeltje
Het wortelend breeksteeltje (Conocybe alboradicans) is een schimmel behorend tot de familie Bolbitiaceae. Hij leeft als terrestrische saprotroof op matig bemeste, permanente weilanden op droge, zwak zure, zandige bodems. Vruchtlichamen groeien daar meestal op door mestresten of urine verrijkte plekjes, afzonderlijk of in kleine groepjes.

## Kenmerken
De steel wortelt diep en is berijpt.
De basidia zijn 2-sporig. De sporen meten 12-19 x 7,5-10,5 µm.

## Verspreiding
In Nederland komt het wortelend breeksteeltje vrij zeldzaam voor.